# Ingrid Fischer-Schreiber
Ingrid Fischer-Schreiber  est une sinologue, auteure et conférencière née à Vienne (Autriche) en 1956.
Après son diplôme de l'Institut de Traducteurs et Interprètes de l'Université de Vienne, elle a étudié le chinois à l'Institut de sinologie à l'Université de Vienne puis à l'Institut des langues de Pékin. Elle a participé à de nombreux projets de recherches à caractère international et est la coauteure de plusieurs ouvrages de référence, mondialement réputés.